# Janko Vukotić
Janko Vukotić (na crnogor. ćiril. Јанко Вукотић; Čevo, 18. veljače 1866. – Beograd, 4. veljače 1927.), crnogorski vojskovođa, serdar, od 1918. pripadnik Vojske Kraljevine SHS.
Bio je u srodstvu s kraljevskom obitelji Petrović-Njegoš, točnije s crnogorskom kraljicom Milenom Petrović-Njegoš, rođenom Vukotić (1847. – 1923.).

## Životopis
Vojnu akademiju završio je 1886. u Modeni (Italija).
Brigadir Crnogorske vojske od 1902. godine. Također se angažirao i na političkom planu kao jedan od najlojalnijih suradnika kralja Nikole I. Petrovića.
Tijekom Bombaške afere, organizirane iz Srbije radi ubojstva knjaza Nikole, Vukotić je "ključna osoba u preventivnome slamanju zavjere", te se našao na udaru srpske propagande.
U Prvom balkanskom ratu zapovjednik je Istočnog odreda koji je oslobodio: Mojkovac, Bijelo Polje, Pljevlja, Berane, Plav, Rožaje. Postrojbe serdara Vukotića prodrle su duboko na teritorij Kosova, zauzevši gradove Đakovicu i Peć.
U Drugom balkanskom ratu zapovjednik je Crnogorske divizije koja je upućena u Makedoniju (Bregalnica) radi pomoći Srbima u sukobu oko podjele teritorija s Bugarima. 
U Prvom je svetskom ratu najprije zapovjednik Hercegovačkog i Sandžačkog odreda Crnogorske vojske. Njegove su postrojbe prodrle blizu Sarajeva (na Jahorinu i Pale). Nakon povlačenja srpskih časnika iz Vrhovnog stožera Crnogorske vojske imenovan je u kritičnom periodu koncem 1915. Vukotić za načelnika stožera. 
Nakon Mojkovačke bitke i kapitulacije Kraljevine Crne Gore bio je Vukotić uhićen i upućen u logor u Mađarsku.
Nakon 1918. dao je novu prisegu kralju Petru I. Karađorđeviću i kasnije dobio čin armijskog đenerala u Vojsci KSHS, no do umirovljenja nije bio imenovan za značajnije vojne dužnosti.
U Mojkovcu mu je, na središnjem trgu, podignut 1997. spomenik.

## Zanimljivosti
Janko Vukotić je jedini zapovjednik koji je dobio istovremeno tri najveća srbijanska i crnogorska odličja: Karađorđevu zvijezdu s mačevima, Bijelog orla s mačevima i Obilića medalju.

## Vanjske poveznice
|  | Zajednički poslužitelj ima još gradiva o temi Janko Vukotić |